# Bắn súng tại Đại hội Thể thao Đông Nam Á 2007

Giải bắn súng tại Đại hội Thể thao Đông Nam Á 2007 diễn ra từ ngày 27 tháng 11 đến ngày 3 tháng 12 năm 2007. Tất cả có 34 nội dung thi đấu, trong đó có 22 nội dung dành cho nam, 12 nội dung dành cho nữ và 8 nội dung cho bắn đĩa bay Lưu trữ ngày 31 tháng 12 năm 2007 tại Wayback Machine. Tuy nhiên, trong khi cuộc thi đấu diễn ra, ban tổ chức quyết định hủy bỏ nội dung bắn đĩa bay Trap nữ.

## Xếp hạng theo quốc gia
| Hạng | Đoàn        | Vàng | Bạc | Đồng | Tổng |
| ---- | ----------- | ---- | --- | ---- | ---- |
| 1    | Thái Lan    | 14   | 16  | 6    | 36   |
| 2    | Singapore   | 8    | 6   | 6    | 20   |
| 3    | Việt Nam    | 7    | 3   | 11   | 21   |
| 4    | Malaysia    | 2    | 3   | 5    | 10   |
| 5    | Myanma      | 2    | 2   | 1    | 5    |
| 6    | Philippines | 0    | 3   | 1    | 4    |
| 7    | Indonesia   | 0    | 0   | 2    | 2    |
| Tổng | Tổng        | 33   | 33  | 32   | 98   |

Ghi chú: nội dung bắn đĩa bay Trap đôi đồng đội không có huy chương đồng.

## Bảng huy chương

### Nam
| Nội dung                              | Vàng                                                                     | Bạc                                                                       | Đồng                                                               |          |
| ------------------------------------- | ------------------------------------------------------------------------ | ------------------------------------------------------------------------- | ------------------------------------------------------------------ | -------- |
| Súng ngắn hơi 10 m                    | Gai Bin                                                                  | Panichpatikum Jakkrit                                                     | Trần Quốc Cường                                                    | Chi tiết |
| Súng ngắn hơi 10 m đồng đội           | Việt Nam Nguyễn Mạnh Tường Hoàng Xuân Vinh Trần Quốc Cường               | Thái Lan Panichpatikum Jakkrit Sutiviruch Noppadon Khamhaeng Kasem        | Singapore Gai Bin Ho Hung Yi Poh Lip Meng                          | Chi tiết |
| Súng trường hơi 10 m                  | Koh Tien Wei Jonath                                                      | Ong Jun Hong                                                              | Concepcion Emerito                                                 | Chi tiết |
| Súng trường hơi 10 m đồng đội         | Singapore Zhang Jin Koh Tien Wei Jonath Ong Jun Hong                     | Thái Lan Thananchai Thanapat Majchacheep Varavut Chaisawat Weerawat       | Việt Nam Nguyễn Tấn Nam Phạm Ngọc Thanh Nguyễn Duy Hoàng           | Chi tiết |
| Súng ngắn 50 m                        | Maung Kyu Mya                                                            | Panichpatikum Jakkrit                                                     | Sutiviruch Noppadon                                                | Chi tiết |
| Súng ngắn 50 m đồng đội               | Thái Lan Sutiviruch Noppadon Panichpatikum Jakkrit Jareangchit Saramon   | Singapore Poh Lip Meng Gai Bin Ho Hung Yi                                 | Việt Nam Hoàng Xuân Vinh Trần Quốc Cường Nguyễn Mạnh Tường         | Chi tiết |
| Súng ngắn tiêu chuẩn 25 m             | Karndee Prakarn                                                          | Poh Lip Meng                                                              | Hoàng Xuân Vinh                                                    | Chi tiết |
| Súng ngắn tiêu chuẩn 25 m đồng đội    | Thái Lan Karndee Prakarn Sriyaphan Pruet Kulchairattana Pongpol          | Singapore Poh Lip Meng Sairi Rafiee Bin Gai Bin                           | Việt Nam Hoàng Xuân Vinh Nguyễn Mạnh Tường Lê Doãn Cường           | Chi tiết |
| Súng trường 50 m nằm bắn              | Uea-aree Attapon                                                         | Lin Aung                                                                  | Nguyễn Tấn Nam                                                     | Chi tiết |
| Súng trường 50 m nằm bắn đồng đội     | Thái Lan Uea-aree Attapon Kongnamchok Komkrit Majchacheep Tavarit        | Myanma Lin Aung Aung Thu Ya Aung Nyein Ni                                 | Singapore Kimin Kasmijan Bin Ong Jun Hong Chee Kwet Chian Andy     | Chi tiết |
| Súng ngắn hơi bắn nhanh 25 m          | Ruengpanyawut Opas                                                       | Amir Hasan                                                                | Adzha Hafiz                                                        | Chi tiết |
| Súng ngắn hơi bắn nhanh 25 m đồng đội | Malaysia Adzha Hafiz Amir Hasan Mohamed Mohd Ridzuan                     | Việt Nam Phạm Cao Sơn Phạm Anh Đạt Nguyễn Huy Quang Phúc                  | Thái Lan Ruengpanyawut Opas Sriyaphan Pruet Kulchairattana Pongpol | Chi tiết |
| Súng ngắn ổ quay 25 m                 | Hoàng Xuân Vinh                                                          | Panichpatikum Jakkrit                                                     | Nguyễn Mạnh Tường                                                  | Chi tiết |
| Súng ngắn ổ quay 25 m đồng đội        | Việt Nam Hoàng Xuân Vinh Nguyễn Mạnh Tường Phạm Cao Sơn                  | Singapore On Shaw Ming Gai Bin Poh Lip Meng                               | Thái Lan Panichpatikum Jakkrit Khamhaeng Kasem Chotitawan Virath   | Chi tiết |
| Súng trường 50 m 3 tư thế             | Nguyễn Duy Hoàng                                                         | Majchacheep Varavut                                                       | Nguyễn Tấn Nam                                                     | Chi tiết |
| Súng trường 50 m 3 tư thế đồng đội    | Việt Nam Nguyễn Duy Hoàng Nguyễn Tấn Nam Vũ Thanh Hùng                   | Thái Lan Majchacheep Varavut Majchacheep Tavarit Kongnamchok Komkrit      | Malaysia Mohd Hamelay Mutalib Mohd Sabki Ahmad Aqqad Yahya         | Chi tiết |
| Bắn đĩa bay Trap                      | Amat Mohd Zain                                                           | Kitcharoen Atig                                                           | Lee Wung Yew                                                       | Chi tiết |
| Bắn đĩa bay Trap đồng đội             | Singapore Lee Wung Yew Amat Mohd Zain Choo Choon Seng                    | Philippines Ang Eric Carlos Carag Dionisio Jethro                         | Malaysia Chen Seong Fook Leong Wei Heng Yeoh Cheng Han             | Chi tiết |
| Bắn đĩa bay Trap đôi                  | Choo Choon Seng                                                          | Tan Chee Keong                                                            | Khamgasem Athimeth                                                 | Chi tiết |
| Bắn đĩa bay Trap đôi đồng đội         | Singapore Choo Choon Seng Amat Mohd Zain Tan Chee Keong                  | Thái Lan Phakkaanunchai Yosawat Khamgasem Athimeth Vichiensun Patrachatra | -                                                                  | Chi tiết |
| Bắn đĩa bay Skeet                     | Hathaichukiat Jiranunt                                                   | Varadharmapinich Krisada                                                  | Chiew Huan Lin                                                     | Chi tiết |
| Bắn đĩa bay Skeet đồng đội            | Thái Lan Hathaichukiat Jiranunt Varadharmapinich Krisada Phasee Pitipoom | Philippines Rosario Paul Brian Bernado Patricio Tong Gabriel              | Singapore Chan David Chiew Huan Lin Lee Yee                        | Chi tiết |

Ghi chú: nội dung bắn đĩa bay Trap đôi đồng đội không có huy chương đồng

### Nữ
| Nội dung                           | Vàng                                                                  | Bạc                                                                           | Đồng                                                                       |          |
| ---------------------------------- | --------------------------------------------------------------------- | ----------------------------------------------------------------------------- | -------------------------------------------------------------------------- | -------- |
| Súng ngắn thể thao 25 m            | Nguyễn Thu Vân                                                        | Prucksakorn Tanyaporn                                                         | Butcha Warinya                                                             | Chi tiết |
| Súng ngắn thể thao 25 m đồng đội   | Việt Nam Nguyễn Thu Vân Đặng Thu Hương Đặng Lê Ngọc Mai               | Thái Lan Prucksakorn Tanyaporn Butcha Warinya Changsanoh Suwaluck             | Myanma Khin Soe Thaik Wint May Thu Maun Lay Zar Zar Hiaing                 | Chi tiết |
| Súng trường 50 m nằm bắn           | Than Than Saw                                                         | Mohd Taibi                                                                    | Erlinawati Chalid                                                          | Chi tiết |
| Súng trường 50 m nằm bắn đồng đội  | Malaysia Ibrahim Nur Ain Mohd Taibi Hamed Haslisa                     | Thái Lan Chotphibunsin Thanyalak Ponglaokham Paramaporn Hongprasert Sasithorn | Indonesia Erlinawati Chalid Prasasti Yosheefin Shill Wohartanti Inca Ferry | Chi tiết |
| Súng ngắn hơi 10 m                 | Butcha Warinya                                                        | Prucksakorn Tanyaporn                                                         | Nguyễn Thu Vân                                                             | Chi tiết |
| Súng ngắn hơi 10 m đồng đội        | Thái Lan Prucksakorn Tanyaporn Butcha Warinya Yusawat Wanwarin        | Việt Nam Nguyễn Thu Vân Đặng Thu Hương Đặng Lê Ngọc Mai                       | Singapore Fan Xiao Ping Zhao Hui Jing Pheong Siew Shya                     | Chi tiết |
| Súng trường 50 m 3 tư thế          | Hongprasert Sasithorn                                                 | Tavisri Kusuma                                                                | Mohd Taibi                                                                 | Chi tiết |
| Súng trường 50 m 3 tư thế đồng đội | Thái Lan Hongprasert Sasithorn Tavisri Kusuma Chotphubunsin Thanyalak | Việt Nam Nguyễn Thị Hằng Thẩm Thúy Hồng Lê Thị Anh Đào                        | Malaysia Mohd Taibi Hamed Haslisa Ibrahim Nur Ain                          | Chi tiết |
| Súng trường hơi 10 m               | Ser Xiang Wei                                                         | Tavisri Kusuma                                                                | Thẩm Thúy Hồng                                                             | Chi tiết |
| Súng trường hơi 10 m đồng đội      | Thái Lan Tavisri Kusuma Hongprasert Sasithorn Chotphubunsin Thanyalak | Malaysia Mohd Taibi Zulkifli Muslifah Rahim Raja Shahera                      | Việt Nam Thẩm Thúy Hồng Nguyễn Thị Xuân Lê Thị Anh Đào                     | Chi tiết |
| Bắn đĩa bay Trap                   | hủy bỏ                                                                | hủy bỏ                                                                        | hủy bỏ                                                                     | hủy bỏ   |
| Bắn đĩa bay Skeet                  | Jiewchaloemmit Sutiya                                                 | Jaqueline De Guzman                                                           | Sut-Arporn Nutchaya                                                        | Chi tiết |